# Aire urbaine de Digne-les-Bains
 (signalé en juillet 2025).
Si vous disposez d'ouvrages ou d'articles de référence ou si vous connaissez des sites web de qualité traitant du thème abordé ici, merci de compléter l'article en donnant les références utiles à sa vérifiabilité et en les liant à la section « Notes et références ».
- Archive Wikiwix
- Bing
- Cairn
- DuckDuckGo
- E. Universalis
- Gallica
- Google
- G. Books
- G. News
- G. Scholar
- Persée
- Qwant
- (zh) Baidu
- (ru) Yandex
- (wd) trouver des œuvres sur Wikidata

L'aire urbaine de Digne-les-Bains est une aire urbaine française centrée sur l'unité urbaine de Digne-les-Bains, dans les Alpes-de-Haute-Provence. Composée de 23 communes, elle comptait 25 298 habitants en 2013.

## Composition
| Nom                      | Code Insee | Statut | Superficie (km2) | Population (dernière pop. légale) | Densité (hab./km2) |
| ------------------------ | ---------- | ------ | ---------------- | --------------------------------- | ------------------ |
| Aiglun                   | 04001      |        | 14,89            | 1 406 (2022)                      | 94                 |
| Archail                  | 04009      |        | 12,99            | 14 (2022)                         | 1,1                |
| Barles                   | 04020      |        | 59,05            | 124 (2022)                        | 2,1                |
| Barras                   | 04021      |        | 20,8             | 142 (2022)                        | 6,8                |
| Beaujeu                  | 04024      |        | 45,68            | 122 (2022)                        | 2,7                |
| Beynes                   | 04028      |        | 41,24            | 121 (2022)                        | 2,9                |
| Le Brusquet              | 04036      |        | 22,25            | 967 (2022)                        | 43                 |
| Le Chaffaut-Saint-Jurson | 04046      |        | 36,2             | 689 (2022)                        | 19                 |
| Champtercier             | 04047      |        | 18,31            | 785 (2022)                        | 43                 |
| Châteauredon             | 04054      |        | 10,53            | 74 (2022)                         | 7                  |
| Chaudon-Norante          | 04055      |        | 37,48            | 180 (2022)                        | 4,8                |
| Digne-les-Bains          | 04070      |        | 117,07           | 17 694 (2022)                     | 151                |
| Draix                    | 04072      |        | 23,04            | 113 (2022)                        | 4,9                |
| Entrages                 | 04074      |        | 22,61            | 100 (2022)                        | 4,4                |
| Estoublon                | 04084      |        | 33,85            | 480 (2022)                        | 14                 |
| La Javie                 | 04097      |        | 37,27            | 374 (2022)                        | 10                 |
| Majastres                | 04107      |        | 29,85            | 5 (2022)                          | 0,17               |
| Mallemoisson             | 04110      |        | 6,04             | 968 (2022)                        | 160                |
| Marcoux                  | 04113      |        | 32,17            | 460 (2022)                        | 14                 |
| Mézel                    | 04121      |        | 21,36            | 617 (2022)                        | 29                 |
| Mirabeau                 | 04122      |        | 18,22            | 508 (2022)                        | 28                 |
| La Robine-sur-Galabre    | 04167      |        | 45,91            | 292 (2022)                        | 6,4                |
| Saint-Jeannet            | 04181      |        | 21,14            | 48 (2022)                         | 2,3                |

### Évolution de la composition
- 1999 : 23 communes (dont 2 forment le pôle urbain)
- 2010 : 23 communes (dont 2 forment le pôle urbain)
  - Barles ajoutée à la couronne du pôle urbain (+1)
  - Prads-Haute-Bléone devient une communes multipolarisée (-1)

## Caractéristiques
D'après la définition qu'en donne l'INSEE, l'aire urbaine de Digne-les-Bains est composée de 23 communes, situées dans les Alpes-de-Haute-Provence. Ses 23 671 habitants font d'elle la 233e aire urbaine de France.
2 communes de l'aire urbaine sont des pôles urbains.
Le tableau suivant détaille la répartition de l'aire urbaine sur le département (les pourcentages s'entendent en proportion du département) :
| Département             | Communes | Communes (%) | Superficie (km²) | Superficie (%) | Population (1999) | Population (%) |
| ----------------------- | -------- | ------------ | ---------------- | -------------- | ----------------- | -------------- |
| Alpes-de-Haute-Provence | 23       | 11,5         | 834,54           | 12,1           | 23 671            | 17,0           |